# TCF Bank Stadium

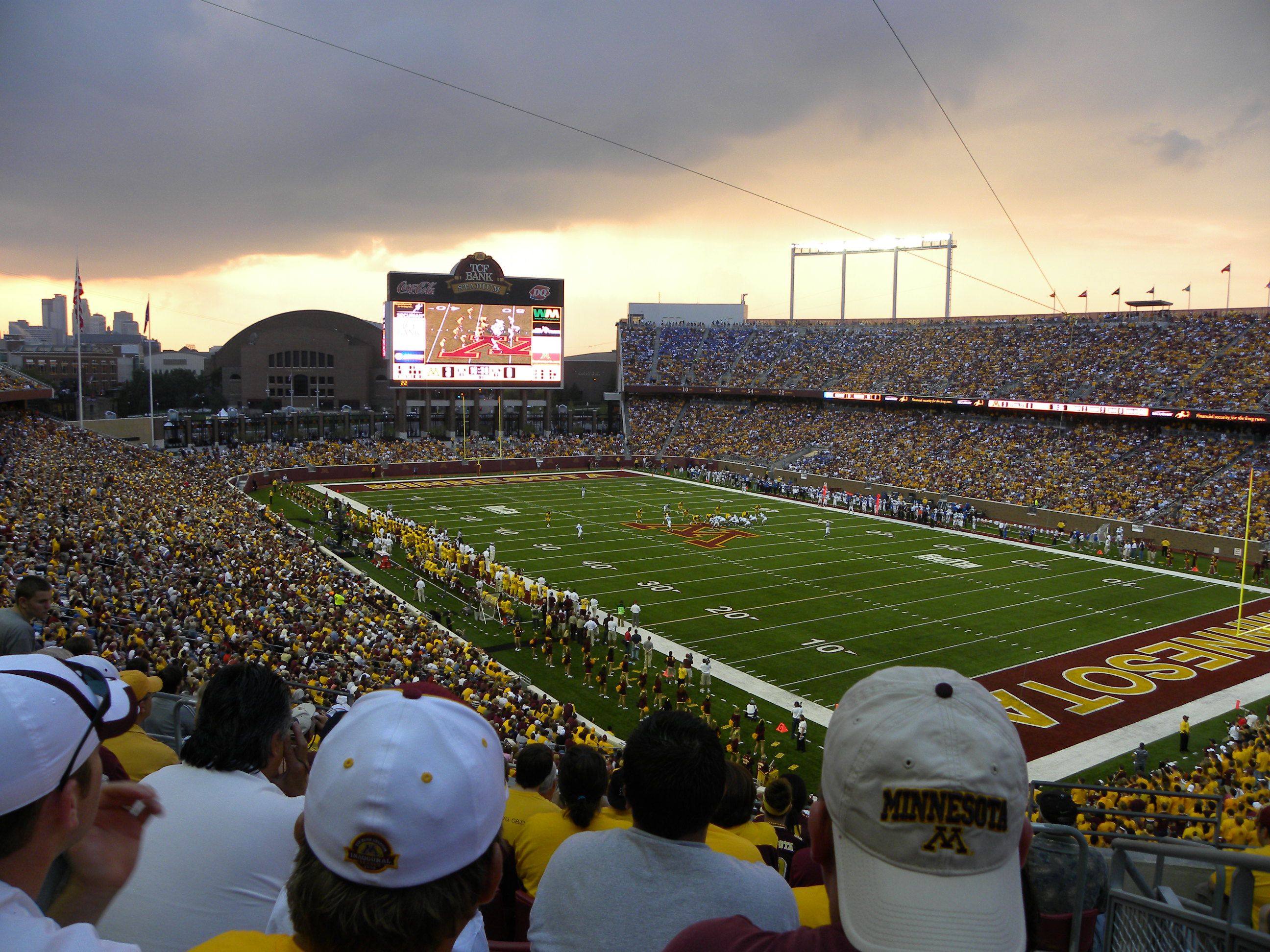
Arenans invigningsmatch i september 2009.

TCF Bank Stadium är en utomhusarena, främst avsedd för amerikansk fotboll, i Minneapolis i Minnesota i USA.
Arenan öppnade 2009 på University of Minnesotas campus som hemmaarena för Minnesota Golden Gophers, men har även agerat temporär hemmaarena för Minnesota Vikings i National Football League (NFL) under säsongerna 2014 och 2015, medan U.S. Bank Stadium färdigställdes, och för Minnesota United i Major League Soccer (MLS) under säsongerna 2017 och 2018, medan Allianz Field färdigställdes.
Arenan är hästskoformad och har en total kapacitet om 50 805 åskådare.